# Karl Friedrich Ludwig Schaeffer
Karl Friedrich Ludwig Schaeffer (Oppeln, 12 de setembre de 1746 - Breslau, 6 d'abril de 1817) fou un compositor alemany.
Exercí a Breslau (avui Wroclaw) les professions d'advocat i de notari.
Deixà les òperes Walmir und Gertraud i Der Orkan, una missa, 6 concerts per a piano, serenates i altres obres.